# Кампания Тахмаспа II в Западной Персии
Кампания Тахмаспа II в Западной Персии — неудачная попытка шаха Тахмаспа II из династии Сефевидов, начать в 1731 году наступление против турок, которая завершилась катастрофическим поражением и потерей всех завоеваний Надир-шаха в течение предыдущего года. Результатом военной катастрофы стало возвращение Надира с востока и последующее свержение им Тахмаспа II.

## Предыстория
Надиру пришлось отменить запланированное вторжение на земли Османской империи на Кавказе из-за восстания афганского племени абдали (дуррани), атаковавшего Хорасан и осадившего столицу провинции Мешхед. Собрав и подготовив новобранцев в течение зимы 1731 года на севере Персии, он отправился на восток, чтобы навести порядок на правом фланге империи. Тахмасп II, восстановленный усилиями Надира на троне, в это время решил провести собственную военную кампанию. Историк Майкл Эксуорси и многие другие историки обвиняют Тахмаспа в том, что его решение встать во главе армии было мотивировано завистью к славе Надира как полководца, но есть мнение, что сам шах был жертвой дворцовых интриг: стоявшие за его спиной вельможи стремились уменьшить влияние Надира на шаха и политику государства в целом.

## Кампания
В это время в Константинополе восстание Патрона Халил привело к власти Мехмеда I. Новый султан назначил командующим армией на востоке Хекимоглу Али-пашу, наполовину венецианца. Тахмасп стремился вернуть Кавказ под персидское господство, как было во времена его предков, и покорить Армению, Грузию и Дагестан. Армия из 18,000 персидских солдат во главе с шахом вступила Армению и осадила Ереван.
Хекимоглу Али-паша немедленно отреагировал на блокаду Еревана. Тахмасп не предпринял никаких мер предосторожности, чтобы защитить свои линию связи в южном направлении, и турецкого командующему удалось пресечь маршруты персидских поставок, что заставило Тахмаспа снять осаду и двинуться обратно в Тебриз. Одновременно турецкий генерал Ахмад-паша вступил в Западную Персию с намерением занять Керманшах и Хамадан, Тахмасп оказался в тяжелейшем положении. Персидская армия состояла в основном из новобранцев (ветераны находились далеко на востоке с Надиром) и была сформирована в традиционной манере из трех подразделений, составлявших центр и фланги.
Сражение, как считается, началось стихийно, после непреднамеренной перестрелки, инициированной неопытной персидской пехотой. Персидская конница на обоих флангах смяла противника, но слабая и дезорганизованная пехота в центре была легко обращена в бегство янычарами. Воодушевленные успехом в центре турецкие всадники переформировались и устремились в контрнаступление на персидских всадников, также обратив их в бегство. Хекимоглу Али-паша с марша занял Тебриз, а Ахмад-паша — Хамадан.

## Последствия
Тахмасп II был вынужден подписать договор, по которому он признал османский сюзеренитет над Кавказом в обмен на возвращение Тебриза, Хамадана и Керманшаха. Некомпетентность шаха привела к подписанию одного из самых унизительных договоров в истории его династии, хотя это, как кажется, мало его смутило: шах вскоре вернулся в Исфахан и возобновил роскошный образ жизни.
Обнаружив катастрофу на западе, Надир отказался от дальнейших завоеваний на востоке, чтобы вернуться в Исфахан, полным гнева по поводу неумелых действий шаха. В итоге Надир заставил Тахмаспа II отречься от престола в пользу своего малолетнего сына Аббаса III, что сделало Надира высшим и неоспоримым авторитетом в государстве и проложило ему путь к свержению династии Сефевидов в целом.